# کریات آتا
قریات آتا (در عبری: קריית אתא) نام شهری در استان حیفا اسرائیل است که جمعیت آن در سال ۲۰۰۶ ۴۹٬۵۰۰ نفر و مساحت آن ۱۶٫۷۰۶ کیلومتر مربع بوده است.